# Ophiernus alepidotus
Ophiernus alepidotus is een slangster uit de familie Ophiuridae.
De wetenschappelijke naam van de soort werd in 1977 gepubliceerd door Fritz Jensenius Madsen.